# 昂利·托伦

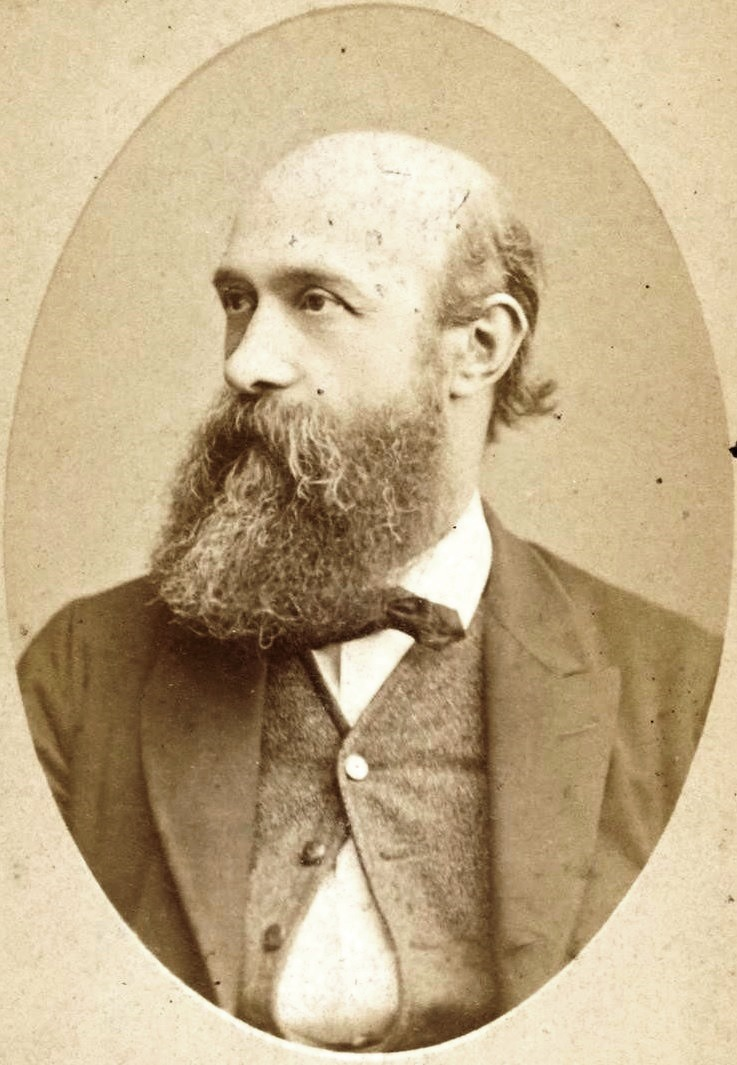
昂利·托伦

昂利·路易·托伦（1828年6月18日—1897年5月4日）是19世纪法国工会运动和社会主义运动的重要人物之一，第一国际的创始人之一，皮埃尔-约瑟夫·蒲鲁东的追随者。1871年—1876年，任法兰西第三共和国参议院议员，代表塞纳省。他出生于巴黎，并在巴黎去世。